# Vizcondado de Bosch-Labrús
El vizcondado de Bosch-Labrús es un título nobiliario español creado por el rey Alfonso XIII en favor de Pedro Bosch-Labrús y Blat, destacada personalidad industrial de Cataluña, mediante real decreto del 26 de mayo de 1926 y despacho expedido el 25 de noviembre del mismo año, en atención a los méritos de su padre Pedro Bosch Labrus (1827-1894).

## Vizcondes de Bosch-Labrús
|                           | Titular                               | Periodo                   |
| Creación por Alfonso XIII | Creación por Alfonso XIII             | Creación por Alfonso XIII |
| ------------------------- | ------------------------------------- | ------------------------- |
| I                         | Pedro Bosch-Labrús y Blat             | 1926-1936                 |
| II                        | María del Rosario Bosch-Labrús y Reig | 1936-1982                 |
| III                       | Luis de Castellví y Bosch-Labrús      | 1982-2001                 |
| IV                        | Luis Manuel Castellví y Suárez-Rivero | 2003-hoy                  |

## Historia de los vizcondes de Bosch-Labrús
- Pedro Bosch-Labrús y Blat (m. Barcelona, 25 de julio de 1936), I vizconde de Bosch-Labrús.[1]

Casó el 30 de mayo de 1891, en Barcelona, con Raimunda Reig y Vilardell. El 5 de enero de 1951 le sucedió su hija:
- María del Rosario Bosch-Labrús y Reig, II vizcondesa de Bosch-Labrús.[1][3]

Casó con don Manuel de Castellví y Feliu, caballero del Real Cuerpo de la Nobleza de Cataluña. El 23 de septiembre de 1981 le sucedió su hijo:
- Luis de Castellví y Bosch-Labrús (1921-2001), III vizconde de Bosch-Labrús.[3]

Casó con María José Suárez-Rivero Méndez-Núñez. El 1 de enero de 2003 le sucedió su hijo:
- Luis Manuel Castellví y Suárez-Rivero (n. 4 de agosto de 1956), IV vizconde de Bosch-Labrús, ingenieron industrial.[3]

Casó con doña Beatriz Laukamp y Alacid.